# Деветнадесета пехотна шуменска дружина
19-а пеша Шуменска дружина е формирана с приказ по българската земска войска № 22 от 9 декември 1878 г. с местоположение гр. Шумен. Командният състав на дружината е окомплектован изцяло с руски офицери. Първият командир на дружината е майор Медински. Дружината се състои от 4 роти, като войниците отначало са били наричани „ратници“, а впоследствие „войници“.
От 1879 г. до 1883 г. дружината участва в осигуряването на реда при въведеното военно положение в Североизточна България, поради възникналите бунтовнически прояви сред турското население. След отмяната на военното положение през февруари 1883 г. Шуменската дружина се установява в гарнизон Русе. Командир на дружината от 1881 г. е майор Домбковски, като след 1881 г. в дружината постъпват на служба младите български офицери, завършили военно училище. През 1884 г. командир на дружината е капитан Коваленко. От 19 ноември 1884 г. 19-а пеша Шуменска дружина влиза като 1-ва дружина в състава на новосформирания 5-и пехотен дунавски полк. Щатния състав на дружината се състои от 14 офицери и 503 подофицери и войници. На 14 септември 1885 г. в изпълнение на нареждането за изтеглянето на руските офицери от командира на Пети пехотен дунавски полк подполковник Феодоров е обявена заповед №257 за назначението на българските офицери. За командир на 1-ва дружина е назначен капитан Кутинчев.